# خوان تافيرا
خوان تافيرا (1917-1991) هو جيولوجي وعالم أحفوريات من تشيلي. كان عمله الأكثر أهمية في مستحاثات اللافقاريات البحرية، ألغاروبو وأراوكو ونيفادا. ساهمت أعماله في زيادة فهم علم طبقات الأرض في تشيلي، على سبيل المثال من خلال تحديد تشكيلات الرانكويل في عام 1942.
يعتبر مع تشارلز داروين، وخوان بروجين وغوستاف شتاينمان واحداً من أبرز علماء الجيولوجيا الذين درسوا تشكيلات نيفادا في وسط تشيلي.
يطلق اسمه على أنواع Paulckella taverai.